# Nuppulinna hållplats
Nuppulinna hållplats (Nup, finska Nuppulinnan seisake) är en tidigare järnvägshållplats i Tusby. Den ligger mellan stationerna Purola och Jokela. Avståndet från Helsingfors centralstation är cirka 44 kilometer. Vid  hållplatsen stannade närtrafikens tåg H och T (Helsingfors-Riihimäki). Den lades ned i mars 2016 på grund av besparingar.[källa behövs]

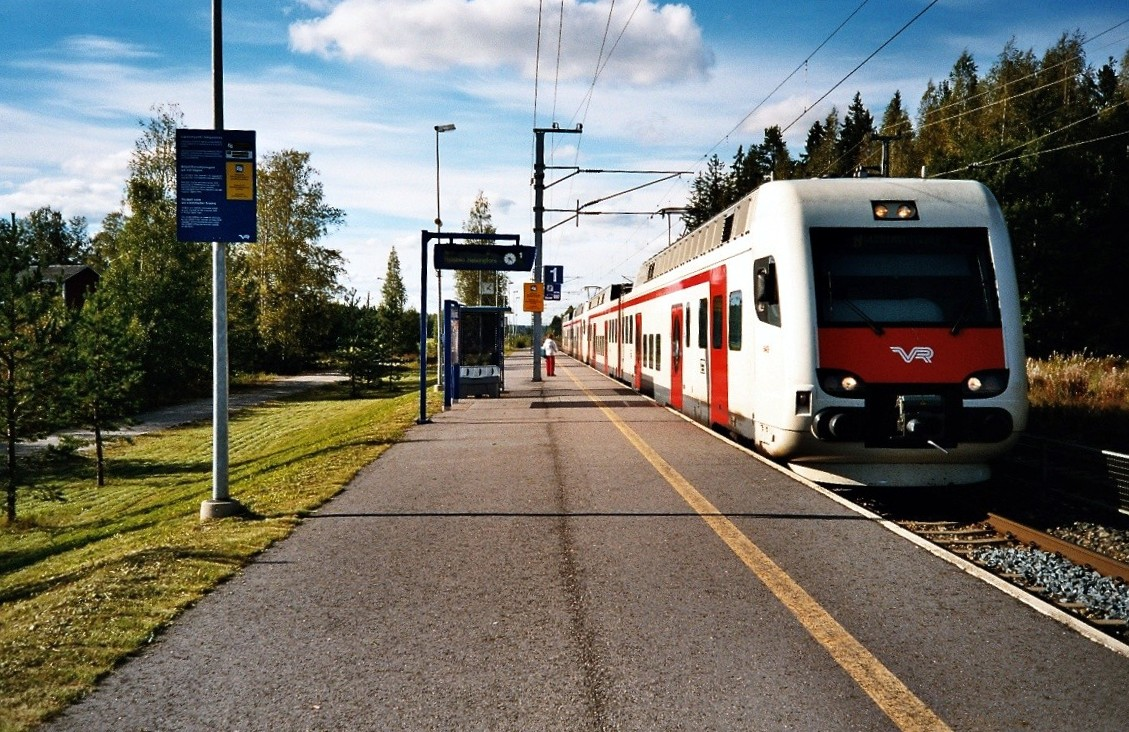
Nuppulinna järnvägshållplats i Tusby.